# Общее образование в России

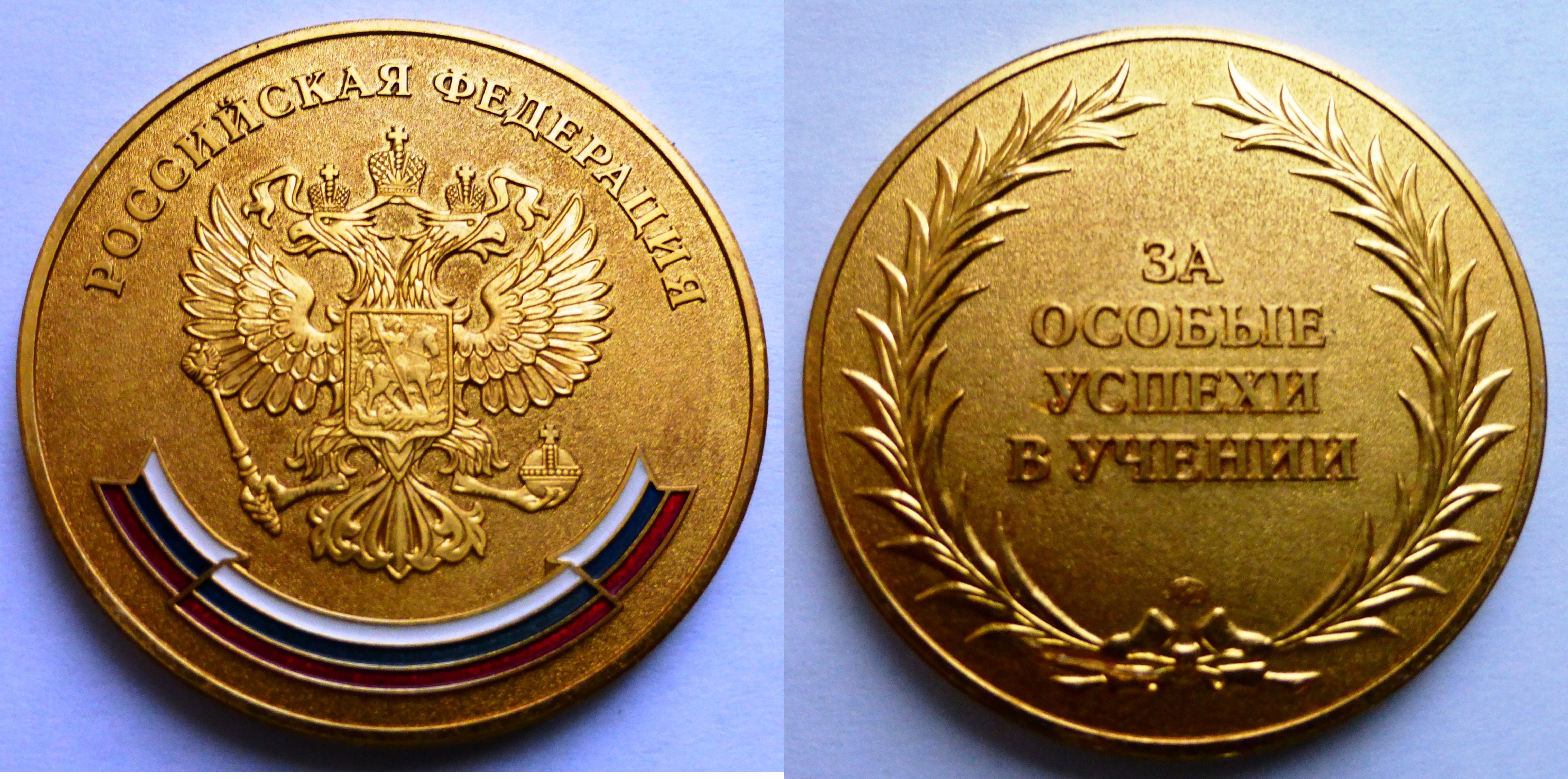
«Золотая» медаль выпускника средней школы (2011)

Общее образование в России — официальный вид образования в России, который направлен на развитие личности и приобретение в процессе освоения основных общеобразовательных программ знаний, умений, навыков и формирование компетенции, необходимых для жизни человека в обществе, осознанного выбора профессии и получения профессионального образования. Общее образование реализуется по уровням образования.
Статья 43 Конституции Российской Федерации гарантирует общедоступность и бесплатность основного общего образования в государственных или муниципальных образовательных учреждениях и на предприятиях. Основное общее образование обязательно. Родители или лица, их заменяющие, обеспечивают получение детьми основного общего образования. 

## Уровни общего образования
В Российской Федерации устанавливаются следующие уровни общего образования:
- дошкольное образование;
- начальное общее образование;
- основное общее образование;
- общее среднее образование.

Отнесение дошкольного образования к общему стало главным отличием от деления образования, принятого в Законе Российской Федерации «Об образовании» 1992 года и тем самым расширило понятие общего образования в России.

## Виды организаций, реализующих программы общего образования
Программы общего образования могут реализовывать как государственные и муниципальные образовательные учреждения, так и частные дошкольные организации (программы дошкольного образования) и образовательные организации общего образования (программы дошкольного образования, начального, основного и среднего общего образования). Эти организации осуществляют образовательные программы по данным программам в качестве основного вида деятельности. Как дополнительную к основной образовательной деятельности программы общего образования могут реализовывать профессиональные образовательные организации (колледжи, ПТУ, техникумы, профессиональные лицеи) и организации высшего образования (вузы).
Образовательную деятельность по программам общего образования в качестве дополнительного вида деятельности могут осуществлять
- организации, осуществляющие лечение, оздоровление и (или) отдых,
- организации, осуществляющие социальное обслуживание,
- загранучреждение Министерства иностранных дел Российской Федерации.

Остальные юридические лица в качестве дополнительной из общеобразовательных программ могут осуществлять только образовательную деятельность по программам дошкольного образования.

## Организация и содержание общего образования
В целом содержание образования определяет федеральный государственный образовательный стандарт (ФГОС), утверждаемый Министерством образования и науки Российской Федерации. На его основе формируется примерная основная общеобразовательная программа (ПООП), которая уточняет и конкретизирует положения ФГОС в рамках образовательного процесса в школе (конкретное распределение предметов по классам, количество часов по ним, общие требования к графику учебного процесса и т. д.). Непосредственное содержание образования с учётом региональных и местных особенностей и потребностей обучающихся определяет конкретная образовательная организация в своей основной общеобразовательной программе, разрабатываемой в соответствии с ФГОС и с учётом ПООП.
Образовательные программы самостоятельно разрабатываются и утверждаются организацией, осуществляющей образовательную деятельность.
Общее образование может быть получено как в образовательных организациях, так и вне их. В образовательных организациях образование может быть получено по очной, очно-заочной или заочной формам обучения. Вне указанных организаций образование может получено как в форме семейного образования, так и в форме самообразования. Законом допускается сочетание различных форм получения образования и форм обучения. Но ФГОС может быть установлено ограничение на получение конкретного уровня общего образования в той или иной форме получения образования или по форме обучения.
Сроки обучения по каждому уровню образования устанавливаются ФГОС. Для различных форм обучения и отдельных категорий обучающихся, а также при использовании различных образовательных технологий могут быть установлены и разные сроки освоения одних и тех же образовательных программ, что также определяется ФГОС.
В 2009—2012 годах были утверждены федеральные государственные образовательные стандарты по всем уровням общего образования (в то время ещё без дошкольного образования, по которому были приняты федеральные государственные требования). Новшеством этих стандартов является ориентированность на результат и развитие универсальных учебных действий. Стандарты устанавливают следующие типы требований к результатам обучающихся:
- личностным, включающим готовность и способность обучающихся к саморазвитию, сформированность мотивации к обучению и познанию, ценностно-смысловые установки обучающихся, отражающие их индивидуально-личностные позиции, социальные компетенции, личностные качества; сформированность основ гражданской идентичности;

- метапредметным, включающим освоенные обучающимися универсальные учебные действия (познавательные, регулятивные и коммуникативные), обеспечивающие овладение ключевыми компетенциями, составляющими основу умения учиться, и межпредметными понятиями;

- предметным, включающим освоенный обучающимися в ходе изучения учебного предмета опыт специфической для данной предметной области деятельности по получению нового знания, его преобразованию и применению, а также систему основополагающих элементов научного знания, лежащих в основе современной научной картины мира[6].

## Финансовое обеспечение общего образования
Государственное финансирование общего образования, как и всего образования в целом, осуществляется на нормативной основе в соответствии с государственным заданием на оказание государственной или муниципальной услуги в сфере образования, выдаваемым органами государственной власти субъектов федерации. Нормативные затраты определяются ими по каждому уровню образования в соответствии с ФГОС в расчёте на одного обучающегося и с учётом различных форм обучения и реализации образовательных программ, в том числе и с использованием различных образовательных технологий, типов образовательных организаций, создания в образовательных организациях особых условий для обучающимися с ограниченными возможностями здоровья, а также безопасных условий обучения и воспитания и охраны здоровья обучающихся. Также нормативы должны включать затраты на оплату труда и обеспечение повышения квалификации и профессиональной переподготовки педагогических работников в соответствии с особенностями реализуемых программ и новыми требованиями к их осуществлению. В связи с этим размер нормативных затрат может различаться. Но при этом должен быть фактически обеспечен уровень заработной платы педагогических работников в сравнении с уровнем средней заработной платы в субъекте федерации — уровень зарплаты педагогических работников исходя из норматива не должен быть ниже уровня средней заработной платы в соответствующем субъекте федерации.
В малокомплектных образовательных организаций и образовательных организаций сельских населённых пунктов, реализующих основные общеобразовательные программы, нормативные затраты на оказание государственных или муниципальных услуг в сфере образования должны предусматривать в том числе затраты на осуществление образовательной деятельности, не зависящие от количества обучающихся.
Также в соответствии с законом «Об образовании в Российской Федерации» на государственное финансирование могут рассчитывать и частные образовательные организации. Субсидии на возмещение затрат частных общеобразовательных организаций рассчитываются с учётом аналогичных нормативов для государственных и муниципальных учреждений.
Родителям, которые вместо обучения ребенка в школе решили учить его дома самостоятельно по государственным образовательным стандартам (семейное образование) положено государственное пособие, но оно не выплачивается на практике (в Москве его по состоянию на 2017 год не выплачивают).

## Качество среднего образования в России
Одним из самых авторитетных исследований в области среднего образования в разных странах мира является исследование PISA, проводимое ОЭСР в сотрудничестве с ведущими мировыми образовательными центрами. В этом исследовании участвуют страны-участницы ОЭСР и страны, сотрудничающие с этой организацией, в том числе и Россия. По результатам наблюдения с 2000 по 2015 год прослеживается тенденция на улучшение качества образования в России. Так, по математике Россия поднялась с 29 места (из 39 стран) до 23 (из 73), по чтению с 27 (из 40) до 26 (из 73), по естественным наукам с 34 (из 52) до 32 (из 73).